# Teoria delle razze marziali
Il termine Razze marziali o Teoria delle Razze marziali si riferisce ad una teoria basata sul presupposto che alcuni gruppi etnici hanno inclinazioni inerentemente più marziali di altri e sono in grado di produrre migliori soldati. 
Era un termine originariamente usato dagli inglesi che, osservando come gli abitanti degli altipiani scozzesi erano più feroci in battaglia di altre popolazioni delle isole britanniche, estesero questo concetto all'India, dove classificarono ogni gruppo etnico in una di due categorie: Martial e Non-Martial. 

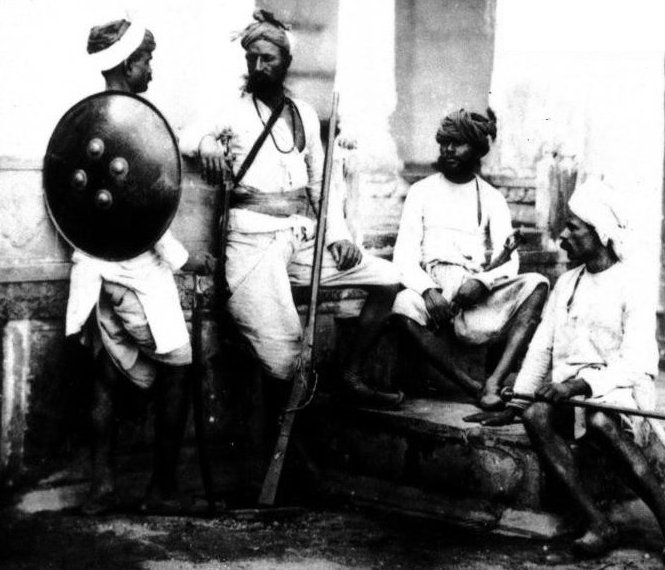
"Rajputs" (anonimo, 1860 circa). Dalla collezione della British Library

Un appartenente a una Razza marziale veniva tipicamente considerato coraggioso e ben adatto per l'impiego in combattimento. Le razze tipicamente non-marziali erano quelle comunità che si credevano inadatte a produrre validi soldati a causa dei loro stili di vita sedentari.
Questa teoria conobbe in seguito larga diffusione anche al di fuori del mondo britannico.